# Nikolai Nikolajewitsch Dranitsyn

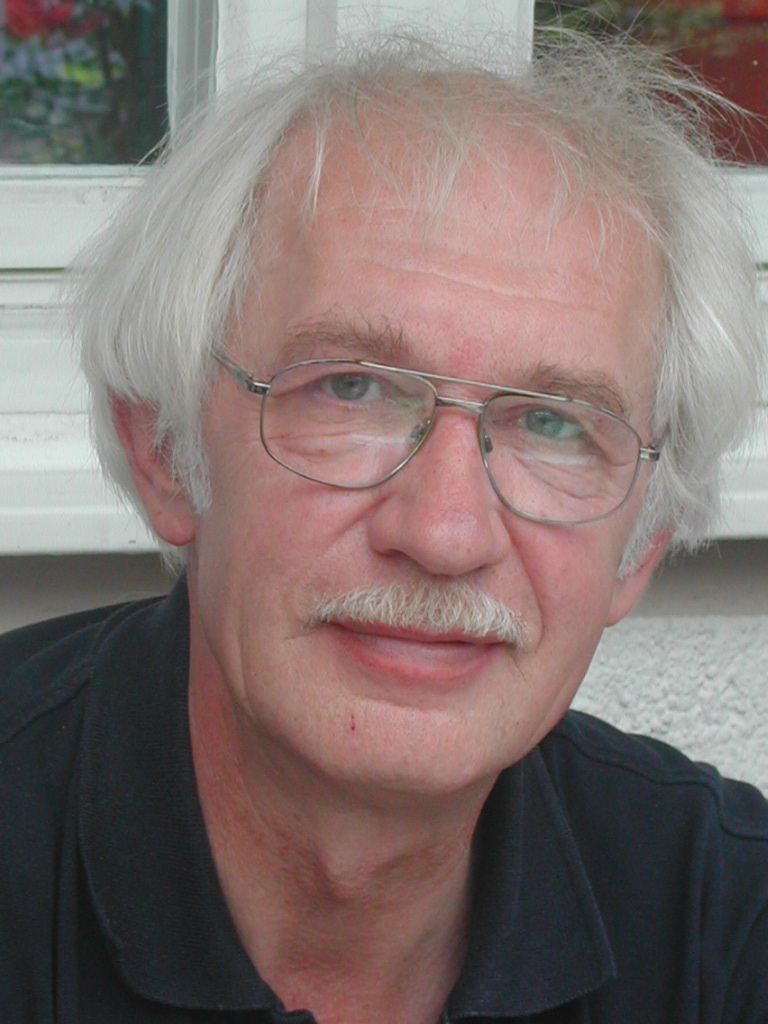
Nikolai Dranitsyn

Nikolai Nikolajewitsch Dranitsyn (russisch Николай Николаевич Драницын/Nikolai Nikolajewitsch Dranizyn, * 30. Juli 1946 in Leningrad; † 29. Juli 2010 in Schongau, Deutschland) war ein sowjetrussischer und russischer Komponist.

## Werdegang

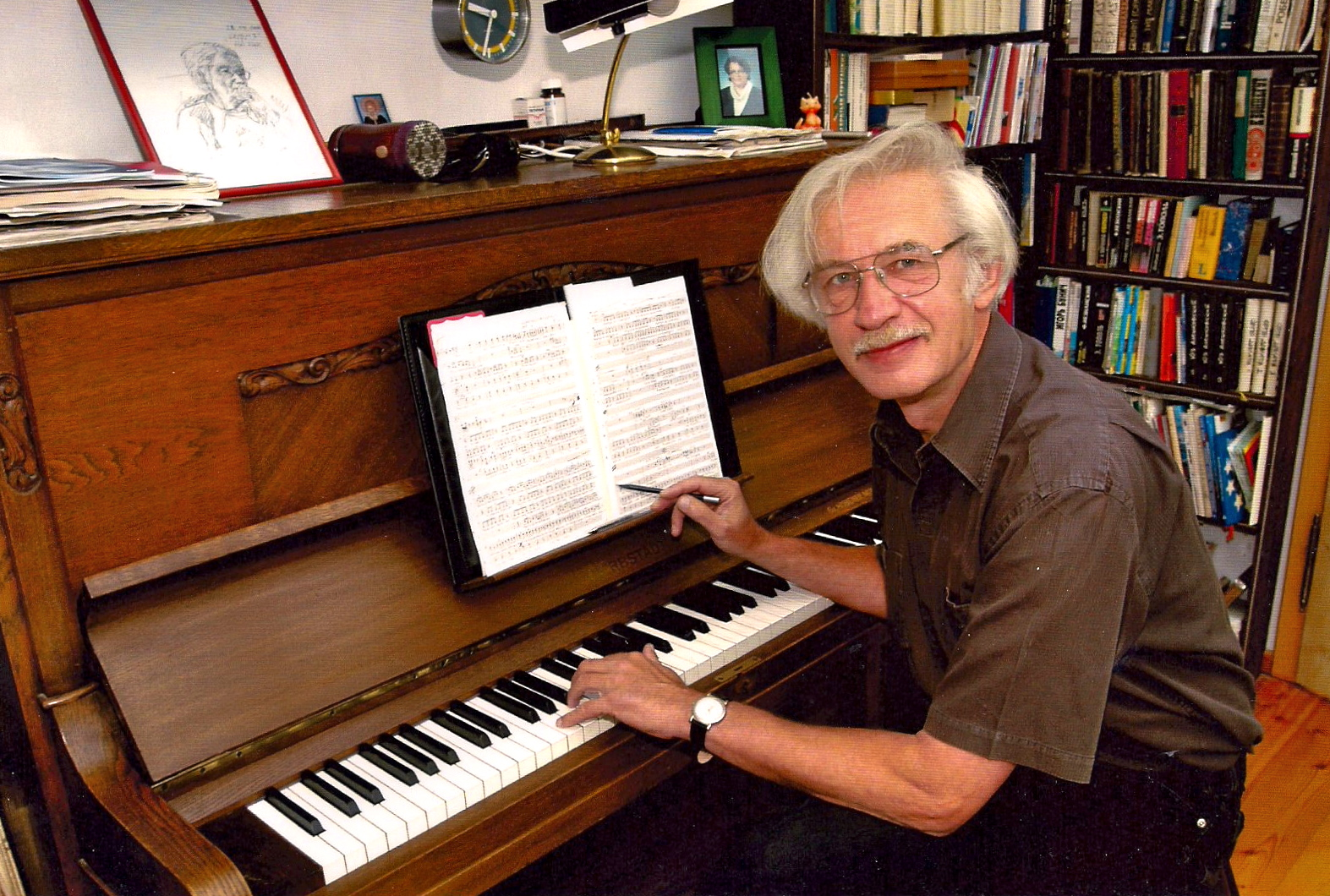
Nikolai Dranitsyn

Er absolvierte 1963 die Chor-Lehranstalt M. I. Glinka und studierte von 1968 bis 1964 am Leningrader Konservatorium die Fächer Chordirigat und Komposition. In den Jahren 1969 bis 1979 leitete er das „Tanz- und Gesangsensemble des Leningrader Militärkreises“. 1979 bis 1985 war er als Dozent am Kulturinstitut Leningrad für Dirigat und Orchesterarrangement tätig. Des Weiteren war er von 1985 bis 1989 am Konservatorium Leningrad Dozent für Chorkomposition, Orchesterarrangement und Dirigat. Er arbeitete von 1985 bis 2001 als Sänger mit seinem Basso profondo im Kammerchor Sankt Petersburg und war ebenso Gründungsmitglied desselben.
Seit 1993 hatte er seinen ständigen Wohnsitz in Deutschland, war aber seiner Heimatstadt Sankt Petersburg stets verbunden. Seine selbständige Komponistenarbeit führte er fort. Daneben war er ab 2001 Sänger im Philharmonischen Chor München sowie im Carl Orff Chor Marktoberdorf. 
Nikolai Dranitsyn war ein Komponist mit einer klar definierten Tendenz zur Neo-Romantik, und seine Musik ist mit Texten oder szenischen Bewegungen verbunden. Er schuf eine Vielzahl an Vertonungen und Bearbeitungen von Volksliedern und Werken der Weltklassik. Seine Schöpfungen wurden in Europa aufgeführt. Aus seiner Feder stammen u. a. die Chorzyklen "Rätsel" nach Texten russischer Volksrätsel, "Madrigale der Trennung" nach Gedichten des Spaniers Miguel Hernández, das Song-Oratorium "Höher, Blues!" nach Texten von schwarzen Dichtern der USA (damit gewann er 1985 den 1. Preis des UdSSR-Komponisten-Lieder-Wettbewerbes), Instrumentalprogramme, Romanzen, Lieder, Musik zur Choreographie, Theater-, Fernseh- und Kinomusik. 